# Rafa García
Rafael García Júnior (Brawley, California; 5 de agosto de 1994) es un artista marcial mixto mexicano de origen estadounidense que compite en la división de peso ligero de Ultimate Fighting Championship.

## Primeros años
Nació en Brawley, California, de padres mexicanos y creció en El Centro, California, y tiene una hermana y un hermano menor. Comenzó a entrenar artes marciales a los 13 años, cuando su padre le llevó a un gimnasio para aprender defensa personal. Se graduó en la Escuela Secundaria Imperial, donde luchó durante un año. Vive en Mexicali, Baja California desde 2013.

## Carrera de artes marciales mixtas

### Carrera temprana
Con un récord de 400-0 en México, participó en las pruebas abiertas inaugurales de Combate Américas (hoy extinto) y recibió un contrato tras ganar las pruebas. En Combate Américas quedó invicto 89-0 y reclamando el Campeonato de Peso Ligero de Combate Américas contra Erick González en Combate 44 el 20 de septiembre de 2019. Defendió con éxito el título contra Humberto Bandenay en Combate 55 el 21 de febrero de 2020. El 13 de junio de 2020, anunció que había dejado vacante el título.

### Ultimate Fighting Championship
Rafa García debutó en la UFC contra Nasrat Haqparast el 13 de marzo de 2021 en UFC Fight Night 187. Perdió el combate por decisión unánime.
Se enfrentó a Chris Gruetzemacher el 31 de julio de 2021 en UFC on ESPN 28. Perdió el combate por decisión unánime.
Se enfrentó a Natan Levy el 20 de noviembre de 2021 en UFC Fight Night 198. Ganó el combate por decisión unánime.
Se enfrentó a Jesse Ronson el 16 de abril de 2022 en UFC Fight Night 206. Ganó el combate por sumisión en el segundo asalto.
Se enfrentó a Drakkar Klose el 30 de julio de 2022 en UFC 277. Perdió el combate por decisión unánime.
Se enfrentó a Hayisaer Maheshate el 17 de diciembre de 2022 en UFC Fight Night 216. En el pesaje, Maheshate pesó 158.5 libras, dos libras y media por encima del límite del peso ligero. El combate se desarrolló en un peso acordado y Maheshate fue multado con el 20% de su bolsa, que fue para García. Ganó el combate por decisión unánime.
Se enfrentó a Clay Guida el 15 de abril de 2023 en UFC on ESPN 44. Ganó la el combate por decisión unánime.
Se enfrentó a Grant Dawson el 12 de octubre de 2024 en UFC Fight Night 244. Perdió la pelea por nocaut técnico a través de codazos y golpes en el segundo asalto.
Estaba programado para enfrentar a Joaquim Silva el 29 de marzo de 2025 en UFC on ESPN 64. Sin embargo, Silva se retiró de la pelea por razones desconocidas y fue reemplazado por Vinc Pichel. García derrotó a Pichel por decisión unánime.

## Vida personal
Él y su esposa tienen una hija (nacida en 2019) y un hijo (nacido en 2021), ambos nacidos en Mexicali, México.

## Campeonatos y logros
- Combate Américas 
  - Campeonato de Peso Ligero de Combate de las Américas (una vez; primero; ex)
    - Una defensa exitosa del título

## Récord en artes marciales mixtas
| Récord profesional | Récord profesional | Récord profesional |
| 20 peleas          | 16 victorias       | 4 derrotas         |
| ------------------ | ------------------ | ------------------ |
| Nocaut             | 1                  | 1                  |
| Sumisión           | 8                  | 0                  |
| Decisión           | 7                  | 3                  |

| Resultado | Récord | Oponente            | Método                                 | Evento                                | Fecha                    | Ronda | Tiempo | Localización            | Notas                                                                          |
| --------- | ------ | ------------------- | -------------------------------------- | ------------------------------------- | ------------------------ | ----- | ------ | ----------------------- | ------------------------------------------------------------------------------ |
| Victoria  | 16–4   | Vinc Pichel         | Decisión (unánime)                     | UFC on ESPN: Moreno vs. Erceg         | 29 de marzo de 2025      | 3     | 5:00   | Ciudad de México        |                                                                                |
| Derrota   | 15–4   | Grant Dawson        | TKO (rodillazo y codazos)              | UFC Fight Night: Royval vs. Taira     | 12 de octubre de 2024    | 2     | 1:42   | Las Vegas, Nevada       |                                                                                |
| Victoria  | 15–3   | Clay Guida          | Decisión (unánime)                     | UFC on ESPN: Holloway vs. Allen       | 15 de abril de 2023      | 3     | 5:00   | Kansas, Missouri        |                                                                                |
| Derrota   | 14–3   | Drakkar Klose       | Decisión (unánime)                     | UFC 277                               | 30 de julio de 2022      | 3     | 5:00   | Dallas, Texas           |                                                                                |
| Victoria  | 14–2   | Jesse Ronson        | Sumisión (estrangulamiento por detrás) | UFC on ESPN: Luque vs. Muhammad 2     | 16 de abril de 2022      | 2     | 4:50   | Las Vegas, Nevada       | A García se le descontó un punto en el segundo asalto por un rodillazo ilegal. |
| Victoria  | 13–2   | Natan Levy          | Decisión (unánime)                     | UFC Fight Night: Vieira vs. Tate      | 20 de noviembre de 2021  | 3     | 5:00   | Las Vegas, Nevada       |                                                                                |
| Derrota   | 12–2   | Chris Gruetzemacher | Decisión (unánime)                     | UFC on ESPN: Hall vs. Strickland      | 31 de julio de 2021      | 3     | 5:00   | Las Vegas, Nevada       |                                                                                |
| Derrota   | 12–1   | Nasrat Haqparast    | Decisión (unánime)                     | UFC Fight Night: Edwards vs. Muhammad | 13 de marzo de 2021      | 3     | 5:00   | Las Vegas, Nevada       |                                                                                |
| Victoria  | 12–0   | Humberto Bandenay   | Decisión (unánime)                     | Combate 55: Mexicali                  | 21 de febrero de 2020    | 3     | 5:00   | Mexicali                | Defendió el Campeonato de Peso Ligero de Combate Americas.                     |
| Victoria  | 11–0   | Erick Gonzalez      | Decisión (unánime)                     | Combate 44: Mexicali                  | 20 de septiembre de 2019 | 3     | 5:00   | Mexicali                | Ganó el inaugural Campeonato de Peso Ligero de Combate Americas.               |
| Victoria  | 10–0   | Estevan Payan       | Sumisión (estrangulamiento por detrás) | Combate 39: Unbreakable               | 7 de junio de 2019       | 1     | 4:50   | Tucson, Arizona         |                                                                                |
| Victoria  | 9–0    | Edgar Escarrega     | Sumisión (estrangulamiento por detrás) | Combate 30: Mexicali                  | 8 de febrero de 2019     | 2     | 1:07   | Mexicali                |                                                                                |
| Victoria  | 8–0    | LaRue Burley        | KO (puñetazos)                         | Combate 24: Alday vs. Lopez           | 14 de septiembre de 2018 | 1     | 2:26   | Phoenix, Arizona        |                                                                                |
| Victoria  | 7–0    | Chase Gibson        | Decisión (mayoritaria)                 | Combate 20: Combate Estrellas 1       | 13 de abril de 2018      | 3     | 5:00   | Los Angeles, California | Debut en el peso ligero.                                                       |
| Victoria  | 6–0    | Marcos Bonilla      | Sumisión (barra de brazo)              | Combate 17: El Grito En La Jaula      | 15 de septiembre de 2017 | 2     | 1:07   | Redlands, California    |                                                                                |
| Victoria  | 5–0    | Raúl Najera Ocampo  | Sumisión (gancho de talón)             | Combate 10                            | 19 de enero de 2017      | 1     | 1:04   | Ciudad de México        |                                                                                |
| Victoria  | 4–0    | Jovany Amador       | Sumisión (barra de brazo)              | Warrior Championship Fighting 8       | 3 de diciembre de 2016   | 1     | 3:21   | Mexicali                |                                                                                |
| Victoria  | 3–0    | Antonio Barajas     | N/A                                    | Fight for Glory 2                     | 1 de agosto de 2015      | N/A   | N/A    | Mexicali                |                                                                                |
| Victoria  | 2–0    | Mike Sandoval       | Sumisión (barra de brazo)              | Warrior Championship Fighting 6       | 18 de julio de 2015      | 1     | 0:24   | Mexicali                |                                                                                |
| Victoria  | 1–0    | Dante Ramos         | Sumisión (barra de brazo)              | Extreme Full Contact 4                | 18 de octubre de 2014    | 1     | 2:06   | Mexicali                | Debut en el peso pluma.                                                        |